# 湧別川
湧別川（日语：／ Yūbetsugawa */?）是日本北海道的一級河川，流域地區歸鄂霍次克綜合振興局管理。
名稱源自阿伊努語的「yupe」（鱘魚）或「yu-pet」（溫泉的河川）或「ipe-ot-i」（魚多的地方）。

## 流路
湧別川發源於北海道紋別郡遠輕町西南部的天狗岳，注入鄂霍次克海。

## 支流
- 支湧別川（遠輕町）
- 武利川（遠輕町）
- 丸瀬布川（遠輕町）
- 瀨戶瀨川（遠輕町）
- 生田原川（遠輕町）
- 社名渕川（遠輕町）
- 富美川（湧別町）

## 外部連結
- 網走開発建設部（湧別川）

1. ↑  . 湧別町公所.   [2007年5月25日]. （原始内容存档于2007年6月6日） （日语）.
2. ↑  北海道庁.  (PDF). 北海道庁.   [2017-08-17]. （原始内容存档 (PDF)于2018-05-13）.